# Polscy posłowie do Parlamentu Europejskiego 2014–2019
Polscy posłowie VIII kadencji do Parlamentu Europejskiego od 1 lipca 2014 do 1 lipca 2019, wybrani w wyborach przeprowadzonych 25 maja 2014.
Tabela przedstawia podział mandatów po wyborach w 2014 i stan na koniec kadencji:
| \| Ugrupowanie polityczne[1] \| Ugrupowanie polityczne[1] \| VII 2014 \| VII 2019 \| +/– \| \| ------------------------- \| ------------------------------------------------------------------------------------------------------------------------------------------- \| -------- \| -------- \| --- \| \| \| Europejska Partia Ludowa (Chrześcijańscy Demokraci) Platforma Obywatelska RP (18) Polskie Stronnictwo Ludowe (4) \| 23 \| 22 \| 1 \| \| \| Europejscy Konserwatyści i Reformatorzy Prawo i Sprawiedliwość (17) Prawica Rzeczypospolitej (1) Ruch Prawdziwa Europa – Europa Christi (1) \| 19 \| 19 \| \| \| \| Postępowy Sojusz Socjalistów i Demokratów Sojusz Lewicy Demokratycznej (3) Unia Pracy (1) Niezależni (1) \| 5 \| 5 \| \| \| \| Europa Narodów i Wolności Kongres Nowej Prawicy / PolExit (2) / Odpowiedzialność (1 lub 2) \| – \| 2 \| – \| \| \| Europa Wolności i Demokracji Bezpośredniej KORWiN (1) \| 0 \| 1 \| 1 \| \| \| Niezrzeszeni KORWiN (1) Niezależni (1) \| 4 \| 2 \| 2 \| \| \| \| 51 \| \| \| | Podział 51 mandatów: S&D: 5 EPL: 23 EKR: 19 Niezrz.: 4                                                                                      |          |          |     |
| Ugrupowanie polityczne | Ugrupowanie polityczne | VII 2014 | VII 2019 | +/– |
| | Europejska Partia Ludowa (Chrześcijańscy Demokraci) Platforma Obywatelska RP (18) Polskie Stronnictwo Ludowe (4)                            | 23       | 22       | 1   |
| | Europejscy Konserwatyści i Reformatorzy Prawo i Sprawiedliwość (17) Prawica Rzeczypospolitej (1) Ruch Prawdziwa Europa – Europa Christi (1) | 19       | 19       |     |
| | Postępowy Sojusz Socjalistów i Demokratów Sojusz Lewicy Demokratycznej (3) Unia Pracy (1) Niezależni (1)                                    | 5        | 5        |     |
| | Europa Narodów i Wolności Kongres Nowej Prawicy / PolExit (2) / Odpowiedzialność (1 lub 2)                                                  | –        | 2        | –   |
| | Europa Wolności i Demokracji Bezpośredniej KORWiN (1)                                                                                       | 0        | 1        | 1   |
| | Niezrzeszeni KORWiN (1) Niezależni (1) | 4        | 2        | 2   |
| | | 51       |          |     |

## Przynależność klubowa

### Stan na koniec kadencji
Polscy posłowie VIII kadencji zrzeszeni byli w następujących grupach:
- Grupa Europejskiej Partii Ludowej (Chrześcijańskich Demokratów) – 22 posłów[2],
- Europejscy Konserwatyści i Reformatorzy – 19 posłów[2],
- Grupa Postępowego Sojuszu Socjalistów i Demokratów w Parlamencie Europejskim – 5 posłów[2],
- Grupa Europa Narodów i Wolności – 2 posłów[2],
- Grupa Europy Wolności i Demokracji Bezpośredniej – 1 poseł[2],
- Niezrzeszeni – 2 posłów[2].

| Grupa Europejskiej Partii Ludowej (Chrześcijańskich Demokratów)                                                      | Grupa Europejskiej Partii Ludowej (Chrześcijańskich Demokratów)                                                                           | Grupa Europejskiej Partii Ludowej (Chrześcijańskich Demokratów)                                    | Grupa Europejskiej Partii Ludowej (Chrześcijańskich Demokratów)               |
| --- | --- | -------------------------------------------------------------------------------------------------- | ----------------------------------------------------------------------------- |
| | | |                                                                               |
| - Michał Boni - Jerzy Buzek - Róża Gräfin von Thun und Hohenstein - Andrzej Grzyb - Krzysztof Hetman - Danuta Hübner | - Danuta Jazłowiecka - Jarosław Kalinowski - Agnieszka Kozłowska-Rajewicz - Barbara Kudrycka - Janusz Lewandowski - Elżbieta Łukacijewska | - Jan Olbrycht - Julia Pitera - Marek Plura - Dariusz Rosati - Czesław Siekierski - Bogusław Sonik | - Adam Szejnfeld - Jarosław Wałęsa - Bogdan Zdrojewski - Tadeusz Zwiefka      |
| Europejscy Konserwatyści i Reformatorzy                                                                              | | |                                                                               |
| | | |                                                                               |
| - Ryszard Czarnecki - Edward Czesak - Anna Fotyga - Beata Gosiewska - Czesław Hoc                                    | - Marek Jurek - Karol Karski - Sławomir Kłosowski - Zdzisław Krasnodębski - Urszula Krupa                                                 | - Zbigniew Kuźmiuk - Ryszard Legutko - Stanisław Ożóg - Bolesław Piecha - Mirosław Piotrowski      | - Tomasz Poręba - Jacek Saryusz-Wolski - Jadwiga Wiśniewska - Kosma Złotowski |
| Grupa Postępowego Sojuszu Socjalistów i Demokratów w Parlamencie Europejskim                                         | | |                                                                               |
| | | |                                                                               |
| - Lidia Geringer de Oedenberg - Adam Gierek                                                                          | - Bogusław Liberadzki | - Krystyna Łybacka                                                                                 | - Janusz Zemke                                                                |
| Grupa Europa Narodów i Wolności                                                                                      | | |                                                                               |
| | | |                                                                               |
| - Michał Marusik | - Stanisław Żółtek | |                                                                               |
| Grupa Europy Wolności i Demokracji Bezpośredniej                                                                     | | |                                                                               |
| | | |                                                                               |
| - Robert Iwaszkiewicz                                                                                                | | |                                                                               |
| Posłowie niezrzeszeni                                                                                                | | |                                                                               |
| | | |                                                                               |
| - Dobromir Sośnierz                                                                                                  | - Kazimierz Ujazdowski | |                                                                               |

### Posłowie, których mandat wygasł w trakcie kadencji (6 posłów)
| Poseł                | Poseł                  | Data wygaśnięcia mandatu                                        | Przyczyna                                     | Następca          |
| -------------------- | ---------------------- | --------------------------------------------------------------- | --------------------------------------------- | ----------------- |
|                      | Andrzej Duda           | 26 maja 2015(dts)                                               | wybór na Prezydenta Rzeczypospolitej Polskiej | Edward Czesak     |
| Marek Gróbarczyk     | 16 listopada 2015(dts) | powołanie na Ministra Gospodarki Morskiej i Żeglugi Śródlądowej | Czesław Hoc                                   |                   |
| Dawid Jackiewicz     | 16 listopada 2015(dts) | powołanie na Ministra Skarbu Państwa                            | Sławomir Kłosowski                            |                   |
| Janusz Wojciechowski | 7 maja 2016(dts)       | mianowanie na członka Europejskiego Trybunału Obrachunkowego    | Urszula Krupa                                 |                   |
|                      | Janusz Korwin-Mikke    | 2 marca 2018(dts)                                               | zrzeczenie się mandatu                        | Dobromir Sośnierz |
|                      | Bogdan Wenta           | 6 listopada 2018(dts)                                           | wybór na Prezydenta Miasta Kielc              | Bogusław Sonik    |

## Lista według okręgów wyborczych
| Okręg wyborczy nr 1 w Gdańsku                                                                     |                                                                                                 |  |                                                                                                |  |                                                                                    |  |                                                                  |
| Posłowie wybrani z list poszczególnych komitetów wyborczych (w nawiasach liczba zdobytych głosów) |                                                                                                 |  |                                                                                                |  |                                                                                    |  |                                                                  |
|                                                                                                   | Platforma Obywatelska RP Janusz Lewandowski (107 814) Jarosław Wałęsa (55 898)                  |  | Prawo i Sprawiedliwość Anna Fotyga (56 677)                                                    |  |                                                                                    |  |                                                                  |
| Okręg wyborczy nr 2 w Bydgoszczy                                                                  |                                                                                                 |  |                                                                                                |  |                                                                                    |  |                                                                  |
| Posłowie wybrani z list poszczególnych komitetów wyborczych (w nawiasach liczba zdobytych głosów) |                                                                                                 |  |                                                                                                |  |                                                                                    |  |                                                                  |
|                                                                                                   | Platforma Obywatelska RP Tadeusz Zwiefka (43 918)                                               |  | Prawo i Sprawiedliwość Kosma Złotowski (41 188)                                                |  | KKW Sojusz Lewicy Demokratycznej – Unia Pracy Janusz Zemke (62 118)                |  |                                                                  |
| Okręg wyborczy nr 3 w Olsztynie                                                                   |                                                                                                 |  |                                                                                                |  |                                                                                    |  |                                                                  |
| Posłowie wybrani z list poszczególnych komitetów wyborczych (w nawiasach liczba zdobytych głosów) |                                                                                                 |  |                                                                                                |  |                                                                                    |  |                                                                  |
|                                                                                                   | Prawo i Sprawiedliwość Karol Karski (67 997)                                                    |  | Platforma Obywatelska RP Barbara Kudrycka (61 418)                                             |  |                                                                                    |  |                                                                  |
| Okręg wyborczy nr 4 w Warszawie I                                                                 |                                                                                                 |  |                                                                                                |  |                                                                                    |  |                                                                  |
| Posłowie wybrani z list poszczególnych komitetów wyborczych (w nawiasach liczba zdobytych głosów) |                                                                                                 |  |                                                                                                |  |                                                                                    |  |                                                                  |
|                                                                                                   | Platforma Obywatelska RP Danuta Hübner (225 546) Michał Boni (30 910)                           |  | Prawo i Sprawiedliwość Zdzisław Krasnodębski (96 292) Marek Jurek (66 505)                     |  | Nowa Prawica – Janusza Korwin-Mikke Michał Marusik (20 538)                        |  |                                                                  |
| Okręg wyborczy nr 5 w Warszawie II                                                                |                                                                                                 |  |                                                                                                |  |                                                                                    |  |                                                                  |
| Posłowie wybrani z list poszczególnych komitetów wyborczych (w nawiasach liczba zdobytych głosów) |                                                                                                 |  |                                                                                                |  |                                                                                    |  |                                                                  |
|                                                                                                   | Prawo i Sprawiedliwość Zbigniew Kuźmiuk (69 035)                                                |  | Platforma Obywatelska RP Julia Pitera (37 269)                                                 |  | Polskie Stronnictwo Ludowe Jarosław Kalinowski (33 879)                            |  |                                                                  |
| Okręg wyborczy nr 6 w Łodzi                                                                       |                                                                                                 |  |                                                                                                |  |                                                                                    |  |                                                                  |
| Posłowie wybrani z list poszczególnych komitetów wyborczych (w nawiasach liczba zdobytych głosów) |                                                                                                 |  |                                                                                                |  |                                                                                    |  |                                                                  |
|                                                                                                   | Prawo i Sprawiedliwość Urszula Krupa (8129)                                                     |  | Platforma Obywatelska RP Jacek Saryusz-Wolski (97 551)                                         |  |                                                                                    |  |                                                                  |
| Okręg wyborczy nr 7 w Poznaniu                                                                    |                                                                                                 |  |                                                                                                |  |                                                                                    |  |                                                                  |
| Posłowie wybrani z list poszczególnych komitetów wyborczych (w nawiasach liczba zdobytych głosów) |                                                                                                 |  |                                                                                                |  |                                                                                    |  |                                                                  |
|                                                                                                   | Platforma Obywatelska RP Adam Szejnfeld (69 852) Agnieszka Kozłowska-Rajewicz (66 419)          |  | Prawo i Sprawiedliwość Ryszard Czarnecki (84 228)                                              |  | KKW Sojusz Lewicy Demokratycznej – Unia Pracy Krystyna Łybacka (42 441)            |  | Polskie Stronnictwo Ludowe Andrzej Grzyb (26 805)                |
| Okręg wyborczy nr 8 w Lublinie                                                                    |                                                                                                 |  |                                                                                                |  |                                                                                    |  |                                                                  |
| Posłowie wybrani z list poszczególnych komitetów wyborczych (w nawiasach liczba zdobytych głosów) |                                                                                                 |  |                                                                                                |  |                                                                                    |  |                                                                  |
|                                                                                                   | Prawo i Sprawiedliwość Mirosław Piotrowski (73 465)                                             |  | Polskie Stronnictwo Ludowe Krzysztof Hetman (24 862)                                           |  |                                                                                    |  |                                                                  |
| Okręg wyborczy nr 9 w Rzeszowie                                                                   |                                                                                                 |  |                                                                                                |  |                                                                                    |  |                                                                  |
| Posłowie wybrani z list poszczególnych komitetów wyborczych (w nawiasach liczba zdobytych głosów) |                                                                                                 |  |                                                                                                |  |                                                                                    |  |                                                                  |
|                                                                                                   | Prawo i Sprawiedliwość Tomasz Poręba (113 704) Stanisław Ożóg (36 376)                          |  | Platforma Obywatelska RP Elżbieta Łukacijewska (41 867)                                        |  |                                                                                    |  |                                                                  |
| Okręg wyborczy nr 10 w Krakowie                                                                   |                                                                                                 |  |                                                                                                |  |                                                                                    |  |                                                                  |
| Posłowie wybrani z list poszczególnych komitetów wyborczych (w nawiasach liczba zdobytych głosów) |                                                                                                 |  |                                                                                                |  |                                                                                    |  |                                                                  |
|                                                                                                   | Prawo i Sprawiedliwość Ryszard Legutko (81 201) Beata Gosiewska (50 332) Edward Czesak (14 784) |  | Platforma Obywatelska RP Róża Gräfin von Thun und Hohenstein (125 738) Bogusław Sonik (31 256) |  | Nowa Prawica – Janusza Korwin-Mikke Stanisław Żółtek (27 995)                      |  | Polskie Stronnictwo Ludowe Czesław Siekierski (27 843)           |
| Okręg wyborczy nr 11 w Katowicach                                                                 |                                                                                                 |  |                                                                                                |  |                                                                                    |  |                                                                  |
| Posłowie wybrani z list poszczególnych komitetów wyborczych (w nawiasach liczba zdobytych głosów) |                                                                                                 |  |                                                                                                |  |                                                                                    |  |                                                                  |
|                                                                                                   | Platforma Obywatelska RP Jerzy Buzek (254 319) Jan Olbrycht (34 267) Marek Plura (9268)         |  | Prawo i Sprawiedliwość Bolesław Piecha (118 964) Jadwiga Wiśniewska (44 763)                   |  | KKW Sojusz Lewicy Demokratycznej – Unia Pracy Adam Gierek (56 237)                 |  | Nowa Prawica – Janusza Korwin-Mikke Dobromir Sośnierz (1165)     |
| Okręg wyborczy nr 12 we Wrocławiu                                                                 |                                                                                                 |  |                                                                                                |  |                                                                                    |  |                                                                  |
| Posłowie wybrani z list poszczególnych komitetów wyborczych (w nawiasach liczba zdobytych głosów) |                                                                                                 |  |                                                                                                |  |                                                                                    |  |                                                                  |
|                                                                                                   | Platforma Obywatelska RP Bogdan Zdrojewski (162 426) Danuta Jazłowiecka (38 652)                |  | Prawo i Sprawiedliwość Kazimierz Ujazdowski (48 945) Sławomir Kłosowski (9793)                 |  | KKW Sojusz Lewicy Demokratycznej – Unia Pracy Lidia Geringer de Oedenberg (53 790) |  | Nowa Prawica – Janusza Korwin-Mikke Robert Iwaszkiewicz (29 505) |
| Okręg wyborczy nr 13 w Gorzowie Wielkopolskim                                                     |                                                                                                 |  |                                                                                                |  |                                                                                    |  |                                                                  |
| Posłowie wybrani z list poszczególnych komitetów wyborczych (w nawiasach liczba zdobytych głosów) |                                                                                                 |  |                                                                                                |  |                                                                                    |  |                                                                  |
|                                                                                                   | Platforma Obywatelska RP Dariusz Rosati (84 686)                                                |  | Prawo i Sprawiedliwość Czesław Hoc (16 874)                                                    |  | KKW Sojusz Lewicy Demokratycznej – Unia Pracy Bogusław Liberadzki (43 348)         |  |                                                                  |